# Caribe (brasilianische Automarke)
Caribe war eine brasilianische Automarke.

## Markengeschichte
Ein Unternehmen aus Messejana, einem Stadtteil von Fortaleza, stellte zwischen 2000 und 2001 Automobile her. Der Markenname lautete Caribe. Insgesamt entstanden sieben Fahrzeuge.

## Fahrzeuge
Das einzige Modell war ein VW-Buggy. Unter der Karosserie aus Fiberglas verbarg sich ein Rohrrahmen. Ein Vierzylindermotor von Volkswagen do Brasil mit 1600 cm³ Hubraum trieb die Fahrzeuge an. Das Design wird als modern und gut proportioniert beschrieben.